# Zibi Szlufcik
Zibi Szlufcik es un deportista alemán que compitió en triatlón. Ganó dos medallas en el Campeonato Mundial de Triatlón de Invierno en los años 1999 y 2001.

## Palmarés internacional
| Campeonato Mundial | Campeonato Mundial    | Campeonato Mundial | Campeonato Mundial |
| Año                | Lugar                 | Medalla            | Prueba             |
| ------------------ | --------------------- | ------------------ | ------------------ |
| 1999               | Bardonecchia (Italia) | Medalla de bronce  | Individual         |
| 2001               | Lenzerheide (Suiza)   | Medalla de oro     | Individual         |